# Gilbert Lesage
Pour les articles homonymes, voir Lesage et Le Sage.
Gilbert Lesage né le 9 mai 1910 à Paris et mort dans la même ville 7 novembre 1989, est un haut fonctionnaire français, membre Quaker. Durant la Seconde Guerre mondiale, il aida au sauvetage de Juifs dans le sud de la France, pendant qu'il dirigeait le Service Social des Étrangers (S.S.E) du Régime de Vichy. Cela lui vaut d'être reconnu comme Juste parmi les nations.

## Biographie
Gilbert Robert Louis Jean Lesage est né le 9 mai 1910 dans le 9e arrondissement de Paris. Il est le fils de Robert Joseph Paul Lesage (né en 1874 à Rouen), un architecte, et de Marie Marguerite  née Morel en 1873 à Saint Denis de La Réunion, une musicienne violoncelliste. Il a un frère jumeau, Hubert Lesage, décédé en 1983.

### Études
Il étudie au Lycée de Falaise dans le Calvados. Il termine son baccalauréat en lettres en 1926.
Il continue des études en philosophie au Lycée Rollin (devenu le Collège-lycée Jacques-Decour) à Paris

### Quaker
Comme jeune homme, Gilbert Lesage devient un objecteur de conscience, ce qui ne l'empêche pas de faire son service militaire en 1931-1932.
À la fin de 1932, il devient un membre de l'association des Quakers Entraide européenne, qui l'envoie à Berlin en Allemagne, où il observe la persécution des Juifs. Il est arrêté et expulsé par les nazis, au début de 1933.
En 1933, il reçoit une bourse d'un an pour le Woodbrooke Quaker Study Centre (en) à Birmingham, Angleterre. L'Entraide européenne lui demande de revenir à Paris fin 1933 pour aider à réorganiser le foyer pour les réfugiés allemands, juifs ou politiques de la rue de la Pierre-Levée, dans le XIe arrondissement de Paris. Il est chargé aussi d'orienter les réfugiés vers des départements où le chomage n'est pas un problème.
Du 10 janvier 1938 au 27 août 1939, Gilbert Lesage travaille pour la branche française du Service Civil International (SCI), dont il devient le sous-secrétaire général. Il est également le directeur de la Colonie Pax au château de Soisy-sur-Seine dans l'Essonne, qui accueille des Réfugiés et exilés de la guerre d'Espagne.

### Seconde Guerre mondiale
En août 1939, Gilbert Lesage est appelé sous les drapeaux. Il est démobilisé le 12 juillet 1940.

#### Vichy
Gilbert Lesage décide de se rendre à Vichy pour voir s'il peut être utile avec le nouveau régime.
Il est nommé chef de mission des Compagnons de France relevant du Ministère de la Famille et de la Jeunesse, devenant chef de département à Vichy et ensuite à Lyon. 
En octobre 1940, il est nommé inspecteur général du département des réfugiés du Ministère de l'intérieur. 
Le 6 janvier 1941, il devient directeur du département des réfugiés de la Sûreté nationale. Peu de temps après, le 19 février 1941, il devient le directeur du Service social des formations d'étrangers, qui, en novembre 1941, devient le Service social des étrangers (SSE). Il y est nommé par Henri Maux, Ce dernier occupe un poste dans le cabinet du ministre du Travail René Belin : commissaire adjoint à la Lutte contre le chômage pour la zone sud,. Henri Maux recrute des figures de la Résistance comme Berty Albrecht et Guy de Saint-Hilaire et devient ensuite correspondant du réseau Marco.

#### Le Service social des étrangers
À ses débuts, en juillet 1941, le Service social des étrangers (SSE) comprend 14 employés mais en a environ 350 en 1944. Son budget passe de 24,800 francs en 1941 à 74 million francs en 1944.
Gilbert Lesage,, est aidé dans son entreprise d'aide aux réfugiés par des "agents camouflés" (selon l'expression de René Nadot tels Léon Meiss, Jean Pochard, Charles Morani et Jean-Philippe Bloch.
Le 1er janvier 1943, le Service social des étrangers (SSE) devient le Contrôle social des étrangers dépendant du Ministère du Travail et son siège social transféré de Vichy à Paris.
À partir de juillet 1943, le Contrôle social des étrangers est responsable des camps mis en place par le Ministère de l'Intérieur.
Gilbert Lesage aide des réfugés polonais, les prévenant de rafles imminentes. Ils gagnent l'Espagne rejoindre d'autres polonais actifs pour la libération. En 1945, Gilbert Lesage reçoit la Croix du Mérite (Pologne) avec Épées (les Épées, sont pour les mérites militaires) .
Il téléphone au centre de Moissac (Tarn et Garonne) en langage codé, pour annoncer quelle catégorie de Juifs étrangers allait être visée.
Pendant la Seconde Guerre mondiale, Moissac est un refuge pour l'importante communauté des éclaireurs israélites de France (EIF). Ces derniers, hébergés au Moulin de Moissac, ou pour les plus jeunes à la Maison des enfants de Moissac, y demeurent durant la guerre grâce, entre autres, à la bienveillance des autorités municipales et de la population. Des jeunes Juifs d'Europe centrale forment le « groupe rural de Charry » qui défriche une dizaine d'hectares à Viarose, en 1941 et 1942 : bien vu du voisinage, ce groupe est l'objet d'un rapport élogieux de la gendarmerie. Cependant, l'occupation de la zone Sud en novembre 1942 rend la situation beaucoup plus difficile, bien que le préfet François Martin ait répugné à appliquer rigoureusement la répression antisémite. Les enfants juifs sont dispersés dans des familles d'accueil jusqu'à la Libération (19 août 1944). Une des responsables de ces refuges est Herta Cohn-Bendit, la mère de Daniel (lequel naît en 1945 à Montauban).
Il visite le Camp de Gurs

#### Camp de Vénissieux
Le camp de Vénissieux (ou camp de Vénissieux-Saint-Fons), situé 25-27 avenue de la République à Vénissieux (Métropole de Lyon), fut utilisé notamment pour l'internement des juifs apatrides lors des rafles de l'été 1942.
Dans le cadre de la grande rafle du 26 août 1942, 1016 juifs considérés comme apatrides sont arrêtés puis internés dans le camp de Vénissieux. 546 partiront de Lyon pour le camp de Drancy.
Une nouvelle circulaire des autorités de Vichy venant de paraître stipulait que les orphelins ne feraient pas partie des personnes déportées. Flouant les autorités, des œuvres charitables vont s'introduire dans le camp et faire signer à des détenus en partance des actes de délégation de paternité. En les reniant, ces femmes et ces hommes sont allés au-delà d’eux-mêmes pour laisser à leurs enfants une chance de survie. 
108 enfants sont ainsi exfiltrés durant la nuit du 28 au 29 août (quatre seront repris et assassinés, 9 enfants retrouveront leurs parents). À l'extérieur du camp de nombreux relais seront nécessaires pour les cacher jusqu'à la fin de la guerre.
Ce sauvetage est un des plus spectaculaires de la Seconde Guerre mondiale. Citons le cardinal Gerlier (Primat des Gaules, Archevêque de Lyon) qui couvre de son autorité morale les actions illégales du groupe de Résistance "L'Amitié Chrétienne" (l’abbé Glasberg, le Révérend Père Chaillet et Jean-Marie Soutou) mais aussi le Pasteur Boegner, Madeleine Barot et la CIMADE, le docteur Joseph Weill, Charles Lederman, Elisabeth Hirsch, Hélène Levy, Claude Gutmann ainsi que l’OSE (Œuvre de secours aux enfants), Gilbert Lesage et le Service Social des Etrangers.

#### Arrestation
Gilbert Lesage devient suspect aux yeux de l'occupant nazi à Paris. Le 8 avril 1944 il est arrêté par la Gestapo et interné à la Caserne des Tourelles à Paris. Il est libéré par la résistance en automne 1944.

### Après la guerre
Après la Seconde Guerre mondiale, Gilbert Lesage devient directeur régional dans la Zone d'occupation britannique en Allemagne et dans la Zone d'occupation américaine en Allemagne pour l'Administration des Nations unies pour le secours et la reconstruction (UNRRA) et  l'Organisation internationale pour les réfugiés (IRO), pour les personnes déplacées et réfugiés.
Il est correspondant pour Les Routiers à Londres.
Il devient directeur de L'Unité d'habitation de Briey, appelée aussi Cité Radieuse de Briey-en-Forêt, de Le Corbusier, à Briey (Meurthe-et-Moselle).
Il est négociateur immobilier lors du transfert des Halles à Rungis. 
Il dépose des documents au Centre de documentation juive contemporaine (C.D.J.C.) au Mémorial de la Shoah à Paris.

## Honneurs
- Reconnu comme Juste parmi les nations par Yad Vashem le 14 janvier 1985[2]

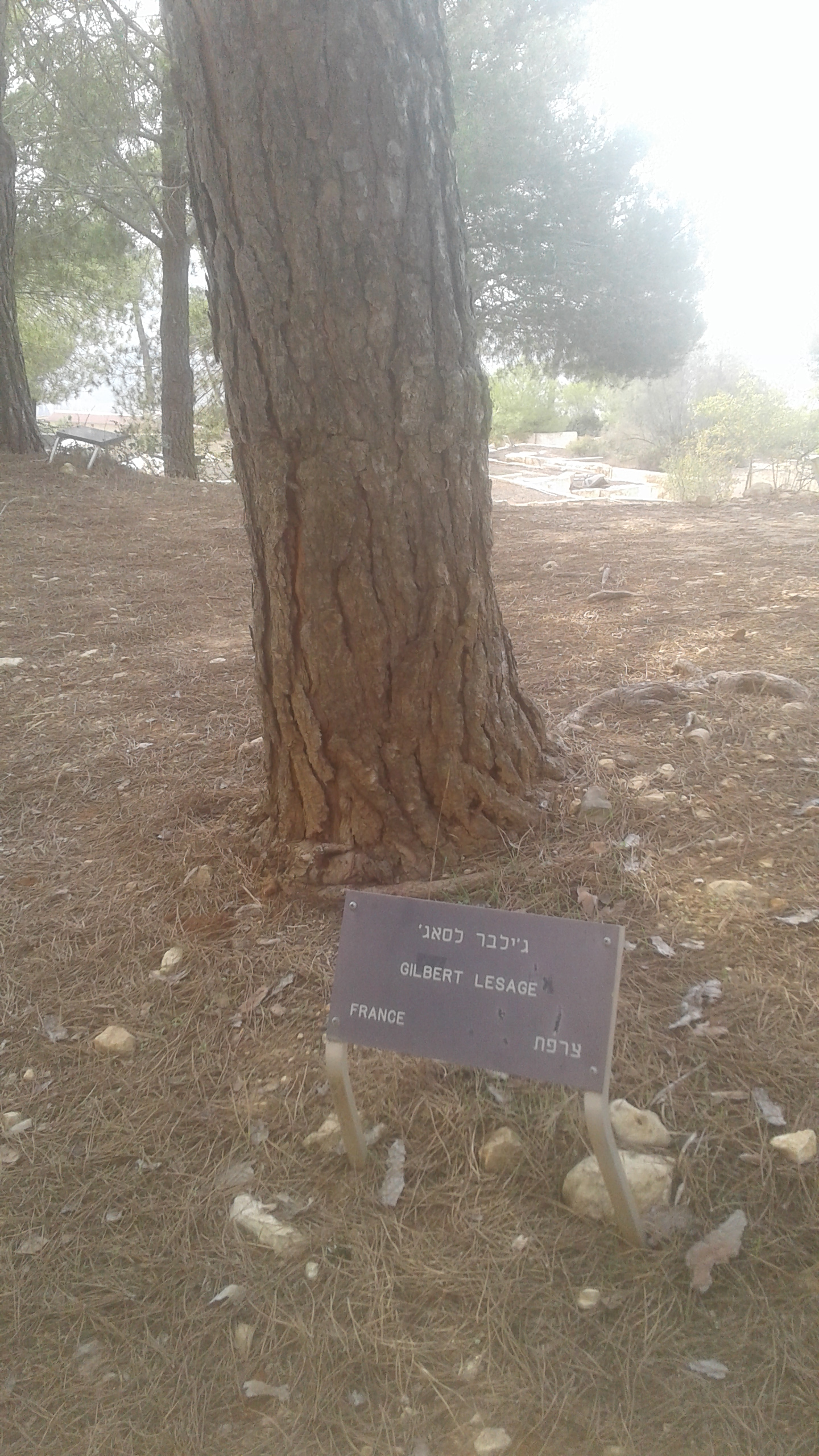
Arbre planté pour le Juste parmi les nations Gilbert Lesage à Yad Vashem

- Croix du Mérite (Pologne) avec Épées (les Épées, sont pour les mérites militaires) .